# Jelnia (województwo łódzkie)
Jelnia – wieś w Polsce położona w województwie łódzkim, w powiecie opoczyńskim, w gminie Drzewica.
W latach 1954–1961 wieś należała do i była siedzibą władz gromady Jelnia, po jej zniesieniu w gromadzie Drzewica. W latach 1975–1998 miejscowość administracyjnie należała do województwa radomskiego.
Częścią Jelni jest dawniej samodzielna miejscowość Kolonia (dawn. Kolonia Jelnia Bankowa).
Wierni kościoła rzymskokatolickiego należą do parafii św. Łukasza Ewangelisty w Drzewicy.